# Empire Stadium (Gzira)
Pour les articles homonymes, voir Empire Stadium.
L'Empire Stadium était un stade à multi-usages, basé à Gżira, sur l'île de Malte.
Il était principalement utilisé pour accueillir des rencontres de football, notamment celles de l'équipe nationale de Malte.

## Histoire
Le stade a été inauguré en 1922, sa capacité d'accueil maximale était de 22 000 spectateurs.
L'Empire Stadium a été le théâtre du tout premier match international de l'équipe nationale maltaise contre l'Autriche, en 1957. Il a également accueilli chaque année la finale de la Coupe de Malte de football.
Le stade sert également aux courses de lévriers.
Le terrain était connu des footballeurs pour être particulièrement sablonneux. Le dernier match disputé dans le stade a eu lieu en 1981, puisque l'enceinte a été remplacée par le Ta' Qali Stadium, beaucoup plus moderne.